# Backrooms (webový seriál)
Backrooms (někdy označované jako Kane Pixels’ Backrooms) je americký webový seriál od 3D animátora Kanea Parsonse zveřejněný na youtubovém kanálu Kane Pixels.
Příběh odehrávající se hlavně v osmdesátých a devadesátých letech 20. století se točí kolem společnosti Async Research Institute a jejího projektu KV31 neboli Threshold, prahu do nekonečného prostředí Backrooms. Async Backrooms zkoumá a postupně zjišťuje, že je hodně věcí, které toto záhadné místo skrývá.

## Příběh

Logo Asyncu

V roce 1988 prosazuje americký vědec českého původu Ivan Beck svůj nápad na vytvoření magnetického portálu do dimenze Backrooms. V červenci téhož roku Async již potřetí zkouší otevření Thresholdu, avšak neúspěšně. Pokus skončí zdarem až o rok později, otevření ovšem způsobí Zemětřesení Loma Prieta v roce 1989.
Async provádí výzkumy v Backrooms, mezitím však vzrostl počet nezvěstných osob, jak je vidět ve videu Missing Persons. Příběh se dále rozvíjí.

## Zajímavosti
Výzkumníci Asyncu často nosí chemické HAZMAT obleky. Ve videu Pitfalls je zachycena šatna výzkumníků s pěti žlutými obleky, v několika videích vystupují také supervizoři se zelenými obleky.
První video ze série (Found Footage) je o ztraceném amatérském kameramanovi; na YouTube má nyní přes 63 miliónů zhlédnutí.
Tvůrci Kaneu Parsonsovi bylo v době vydání prvního videa 16 let.
V roce 2023 americké filmové studio A24 potvrdilo spolupráci s Parsonsem, později i natáčení celovečerního filmu na motivy seriálu. Film by měl vyjít v roce 2025, režíruje ho sám Parsons a jedním z producentů filmu je Shawn Levy. V květnu 2025 bylo také odhaleno, ve filmu se představí Chiwetel Ejiofor a Renate Reinsve.
Na rozdíl od klasické creepypasty seriál nepoužívá levely ani entity. Místo toho se děj odehrává asi v deseti oblastech, se dvěma známými formami života a tvorem, který se údajně jmenuje Still Life. 

## Epizody
| Název                      | Link | Popis | Délka | Datum vydání      |
| -------------------------- | ---- | --- | ----- | ----------------- |
| „Found Footage“            | Link | 7/1990, kameraman Kane se dostane do zákulisí a neznámý tvor ho začne pronásledovat. Nakonec tvor chytí Kane, který upustí kameru, která spadne na zem | 9:14  | 7. ledna 2022     |
| „Mar_11_90_ARCHIVE.tar“    | Link | - | 2:49  | 7. ledna 2022     |
| „The Third Test“           | Link | 1988, třetí test otevření Thresholdu | 1:46  | 13. ledna 2022    |
| „First Contact“            | Link | 1989, otevření Thersholdu | 1:58  | 17. ledna 2022    |
| „Missing Persons“          | Link | 2/1990, začátek vzrůstu mizení osob a nalezení jedné z nich v komplexu vědci Asyncu | 2:37  | 28. ledna 2022    |
| „Informational Video“      | Link | 2/1990, informační video a záznam výzkumníka Petera Tenche při jeho oddělení od týmu | 8:01  | 12. února 2022    |
| „Autopsy Report“           | Link | 2/1990, lékař provádí pitvu nalezené mrtvoly | 2:37  | 23. února 2022    |
| „Motion Detected“          | Link | 3/1990, obrazové a zvukové záznamy z kamer u Thresholdu | 4:07  | 11. března 2022   |
| „Prototype“                | Link | 5/1982, V Národní laboratoři Oak Ridge probíhají pod vedením Philipa R. Heymanna testy prototypu Threshold | 1:33  | 28. března 2022   |
| „Pitfalls“                 | Link | 5/1990, nalezení místnosti plné děr, pád výzkumníka Marvina Leigha do jedné z nich a objevení živého a útočného tvora | 14:04 | 1. května 2022    |
| „Report“                   | Link | 5/1990, předání Marvinova záznamu do ústředí, kontrola záznamu | 6:21  | 20. května 2022   |
| „9780415263573“            | Link | - | 0:34  | 20. května 2022   |
| „Presentation“             | Link | 5/1990, prezentace projektu zástupci z úřadu energie. Na konci videa spustí alarm Peter, kterého Backrooms přenesly o dva měsíce dopředu | 8:26  | 25. června 2022   |
| „Found Footage #2“         | Link | 8/1990, Nejmenovaná dívka natočí neznámou anomálii ve svém domě, načež spadne do zákulisí, potká neznámého tvora podobného tomu z Found Footage, který začne hrdinku pronásledovat. Nakonec se schová v malé místnosti, načež se objeví záblesky zeleného světla. Na konci videa je zobrazen televizor                                                                                  | 13:23 | 21. srpna 2022    |
| „home_27647.mov“           | Link | - | 3:26  | 22. srpna 2022    |
| „_recording014“            | Link | - | 2:32  | 8. prosince 2022  |
| „Reunion“                  | Link | 5/1990, vědci Asyncu sundají bariéry z místosti plné děr viděnou v Pitfalls, Marvina s týmem přepadne Peter a postřelí jednoho z nich | 13:12 | 8. prosince 2022  |
| „Overflow“                 | Link | 1972, dimenzionální bouře | 1:39  | 24. prosince 2022 |
| „Damage Control“           | Link | 5/1990, ukázka kamerových záznamů ze dne, kdy Peter unikl. Následuje projev zástupce Asyncu a vyjádření a shrnutí situace | 14:03 | 30. ledna 2023    |
| „Found Footage #3“         | Link | Kameraman Ravi, zaslechl zvuky ve sklepě domu, sestoupí tam, ale ocitne se v zákulisí a po chvíli potká stvoření podobné člověku, které ho začne pronásledovat. V důsledku toho se člověk setká s mužem, ale po nějaké době rozhovoru s ním ho potká neznámý osud.Na konci videa je Ravi v místnosti osvětlené červeným světlem, poté se mu vybije kamera a Raviho osud zůstává neznámý | 45:01 | 13. září 2024     |
| „Lighting and Tile Survey“ | Link | 11/1989, průzkum stropu komplexu a zkoumání světel v Backrooms | 8:43  | 2. října 2024     |
| „Static Dead End“          | Link | 5/1990, Po Peterově smrti jede Marvin na dovolenou a jako kameraman ho dočasně nahradí George. Během tohoto videa George najde novou místnost, která je zdeformovaná a zkreslená |       | 12. února 2025    |